# Compromisu por Asturies
Compromisu por Asturies (en català: Compromís per Astúries) és una formació política espanyola d'àmbit asturià. Els seus punts ideològics són el nacionalisme asturià d'esquerres i la sostenibilitat econòmica tal com ells l'entenen.
Es va crear el 23 de juny de 2012 després del procés de convergència obert pel Bloc per Asturies i Unidá Nacionalista Asturiana, amb la incorporació d'independents.
Va tenir com a precedent la coalició Bloc per Asturies-UNA: Compromisu per Asturies formada per tots dos partits per a les eleccions autonòmiques de 2011 i de 2012, sumant-se en aquestes últimes Els Verds-Grup Verd.
En les eleccions municipals va aconseguir cinc regidors, tres d'ells de Asturianistas per Nava, així com un en Lena i un altre en Carreño.
A l'octubre de 2013, després del primer Conceyu Abiertu (Assemblea Oberta) des de la seva fundació, la formació política va nomenar com a portaveu al politòleg Daniel Fernández, renovant també la seva Executiva Nacional en la qual també ocupen càrrecs, Manuel Benayas, Candeles Villaro, Fernándo Villacampa i Encert Fernández.